# Nikola Raoma
Nikola Raoma (3 febbraio 1977) è un ex calciatore figiano, di ruolo difensore.

## Carriera

### Club
Ha giocato nel campionato neozelandese, australiano e figiano.

### Nazionale
Ha debuttato in Nazionale nel 2004, anno in cui ha partecipato alla Coppa delle nazioni oceaniane 2004.